# 橋本駅 (和歌山県)
橋本駅（はしもとえき）は、和歌山県橋本市古佐田一丁目にある西日本旅客鉄道（JR西日本）・南海電気鉄道の駅。標高92 m。

## 概要
JR西日本の和歌山線と南海電気鉄道の高野線の接続駅で、両路線の全営業列車が停車する橋本市の代表駅。ICカード等の扱いに関しては後述。以前は改札を出ずに乗換が可能な共同使用駅だったが、例年8月に開催されていた「紀ノ川祭」の際には見物客で激しく混雑して改札制限することもあり、2011年の改良工事で改札口が別となった。
和歌山駅から地区駅長が配属される被管理駅で、構内には橋本運転区の事務所（旧橋本鉄道部）がある。
また急病人発生に備えて自動体外式除細動器 (AED) が1台設置され、迅速かつ適切に対応できるように全駅係員が講習と訓練を受ける。「こども110番の駅」にも指定された。
南海の駅番号はNK77が設定されており、日本国有鉄道（国鉄）時代から駅長を配置していたが、書類上の肩書は紀伊清水駅長。現在は紀見峠駅 - 高野下駅間を管理する。かつては難波駅から極楽橋駅方面へ直通する「大運転」の列車車両の増解結作業がしばしば行われていた。現在では大運転の本数が減り、難波駅 - 当駅間を往復するほとんどの通勤車両の急行は当駅 - 高野下駅または極楽橋駅発着の各駅停車と接続する（当駅以遠の最長編成両数がズームカーまたは特急車の17メートル車4両であるため）。南海電鉄では最も東に位置する駅である。

## 歴史

### 年表
- 1898年（明治31年）4月11日：紀和鉄道開業当初の終着駅として設置[2][3]。
- 1900年（明治33年）11月25日：当駅から粉河駅まで路線延伸し和歌山駅（現・紀和駅）まで直結[2]。途中駅となる[2]。
- 1904年（明治37年）8月27日：紀和鉄道の路線が関西鉄道に譲渡され、同社の駅となる[2]。
- 1907年（明治40年）10月1日：関西鉄道が鉄道国有法により国有化され、帝国鉄道庁の駅となる[2][3]。
- 1909年（明治42年）10月12日：線路名称が制定され、和歌山線の所属となる[2]。
- 1915年（大正4年）
  - 3月11日：高野登山鉄道が三日市町駅から延伸し当駅に乗り入れ[2]。同社と国鉄との共同駅となる。
  - 4月30日：高野登山鉄道社名変更により国鉄と大阪高野鉄道の駅となる。
- 1922年（大正11年）9月6日：大阪高野鉄道が南海鉄道と合併。国鉄と南海鉄道の駅となる。
- 1924年（大正13年）11月1日：南海高野線が当駅から学文路駅まで延伸。
- 1944年（昭和19年）6月1日：南海鉄道が関西急行鉄道と合併。国鉄と近畿日本鉄道（近鉄）の駅となる。
- 1945年（昭和20年）7月24日：米軍機により駅舎や2番線上りホームに停車中の貨物列車に機銃掃射を受け、駅構内で5名、周辺で2名が死亡。
- 1947年（昭和22年）6月1日：旧南海鉄道の路線が近鉄から南海電気鉄道（旧・高野山電気鉄道）に譲渡され、国鉄と南海電気鉄道の駅となる。
- 1959年（昭和34年）7月30日：駅舎改築工事竣工[4]。
- 1971年（昭和46年）10月1日：貨物の取り扱いを廃止[3]。
- 1977年（昭和52年）4月18日：第28回全国植樹祭に出席する昭和天皇、香淳皇后が県内を行幸啓。お召し列車が紀伊田辺駅 - 橋本駅（国鉄）、橋本駅 - 極楽橋駅（南海）間で運行[5]。
- 1984年（昭和59年）2月1日：荷物扱い廃止[3]。
- 1987年（昭和62年）4月1日：国鉄分割民営化により、JR西日本と南海電気鉄道の駅となる[2][3]。
- 1995年（平成7年）
  - 8月30日：南海高野線御幸辻駅 - 橋本駅間複線化。
  - 9月1日：南海高野線ズームカーの増解結実施駅が三日市町から当駅に変更。
- 2005年（平成17年）10月16日：南海高野線の当駅以南でワンマン運転開始。
- 2006年（平成18年）7月1日：南海電気鉄道でICカード「PiTaPa」が利用可能となる。
- 2011年（平成23年）3月1日：南海橋上駅舎とエレベーター付き跨線橋などのバリアフリー化工事が完成[6]。
- 2012年（平成24年）4月1日：南海駅ナンバリングが導入され、使用を開始[7][8]。
- 2017年（平成29年）10月22日：台風21号の影響により南海高野線上古沢駅構内で道床流出が発生し、高野下駅 - 極楽橋駅間で運転見合わせ[9]。並行する道路も被害を受けたため、高野山への乗客は当駅で代行バスに乗り換えとなる[10]。
- 2018年（平成30年）3月31日：列車行き違い機能を上古沢駅から下古沢駅に移設して上古沢駅構内における線路故障の復旧工事が完了。始発から高野下駅 - 極楽橋駅間の運転を再開し[11]、当駅 - 高野山駅間代行バスも終了。
- 2020年（令和2年）3月14日：JR西日本でICカード「ICOCA」が利用可能となる[12]。
- 2021年（令和3年）
  - 5月13日：みどりの窓口の営業を終了[13]。
  - 5月14日：みどりの券売機プラスの利用を開始[13]。

### 鉄道唱歌
鉄道唱歌第5集（関西・参宮・南海篇）（1900年（明治33年）作詞）43番の歌詞にて、当駅が登場する。なお、作詞当時において現在の南海の橋本・九度山・高野山の各駅は存在していないため、歌詞中の「橋本」は紀和鉄道の橋本駅のことである。
瞬くひまに橋本と 叫ぶ駅夫に道とえば紀ノ川わたり九度山を すぎて三里ぞ高野まで

## 駅構造
1 - 3番のりばがJR和歌山線ホーム、4・5番線が南海高野線ホーム（4・5番線ともに上下線関係なく使用）となっており、この各ホームへは橋上駅舎・跨線橋で連絡する。
JR⇔南海の乗り換えの際に改札口を出て切符を買い直す必要をなくすため、跨線橋にそれぞれの簡易券売機と簡易自動改札機が設置（2・3番のりばにも設置）されていた。改札外にトイレが設置されている。
長らく駅舎とJR・南海ホームは老朽化した跨線橋だけで結ばれており、ユニバーサルトイレが無く、南海側は汲取式と、バリアフリー化が遅れていたが、2010年3月からエレベーターの設置をはじめ、同年4月から2011年3月1日 にかけて南海橋上駅舎とエレベーター付き跨線橋が駅舎施設の整備が行われた。
駅入口を共有するJRと南海はこのバリアフリー化工事完成に伴って、南海切符売り場と改札口を橋上駅舎に移動。従来の地上改札口はJR専用となり、自動改札機が撤去されて有人改札となる。
南海橋上駅舎にもJR線の券売機・改札口が設置されているが、自由通路ではない跨線橋は南海の留置線を跨いで駅北側までは達しておらず、駅北側から利用するためには従来通りJR駅舎のある南側まで迂回する必要がある。
南海の改札のほぼ正面にJR線の券売機・改札口が設置されており、地上駅舎まで迂回しないで済むように配慮されているが、元乗り換え改札口は分離時に終日無人となった。
南海ではPiTaPaやICOCAがピンク色の券売機または窓口、改札内では精算機で利用できる。また、JRも2020年3月14日からPiTaPaやICOCAが使用できるようになった。

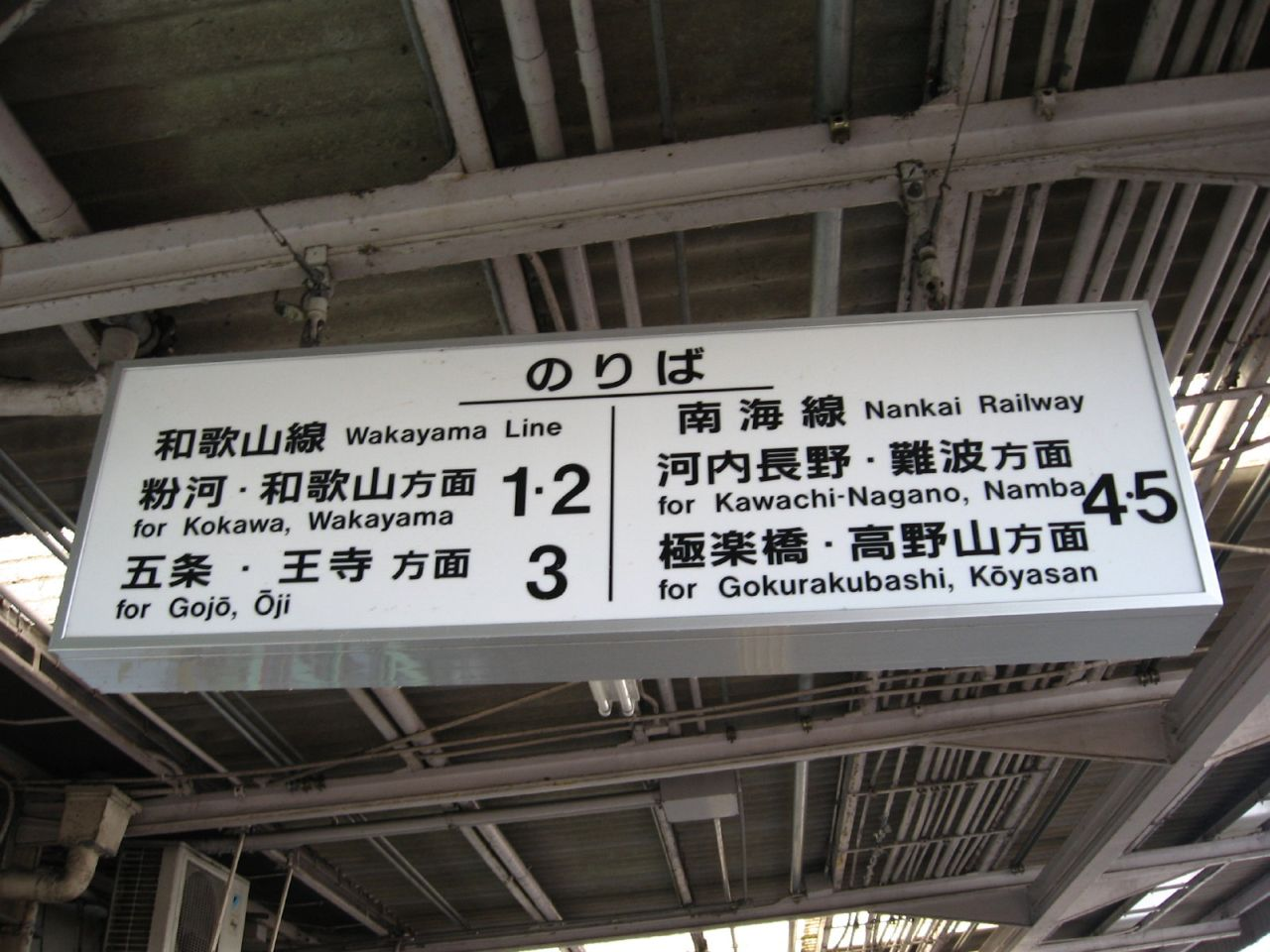
のりば案内（2007年2月）

| ← 南海高野線 難波方面 JR和歌山線 和歌山方面                  | 橋本駅配線図 | → 南海高野線 極楽橋方面 JR和歌山線 王寺方面 |
| 凡例 出典:鉄道ピクトリアル 2008年8月臨時増刊「南海電気鉄道」 |              |                                             |

### JR西日本
和歌山駅が管理している直営駅で、地区駅長が配属されている。
片面・島式2面3線を使用。
以前は改札内にトイレが設置され、1番線の待合室に地元から寄贈された多数の本があり、ミニ図書館の役割を果たしていたが、バリアフリー化工事に伴い撤去。バリアフリー化工事完成後は改札外に移され、引き続き地元の憩いの場となっている。

#### のりば（JR西日本）
| のりば | 路線       | 方向 | 行先             | 備考     |
| ------ | ---------- | ---- | ---------------- | -------- |
| 1      | JR和歌山線 | 下り | 粉河・和歌山方面 |          |
| 2      | JR和歌山線 | 下り | 粉河・和歌山方面 | 当駅始発 |
| 2      | JR和歌山線 | 上り | 五条・王寺方面   |          |
| 3      | JR和歌山線 | 上り | 五条・王寺方面   | 朝晩のみ |

付記事項
- 1989年3月11日から2002年3月22日までは、JR和歌山線で日中に設定される和歌山駅 - 当駅間の列車は2番のりば（中線）で折り返していたが、翌23日の改正で朝晩のみに見直された。折り返し以外では線路保守目的で1日1本の五条方面への列車が入る。しかし、2010年3月13日のダイヤ改正で保守工事運休対象から当駅 - 粉河駅間が外されたことにより、和歌山方面からの列車が2番のりばで折り返すことになった。これに伴い、日中の五条方面の列車は2番のりば使用になり、3番のりばの使用は朝晩のみとなった。

### 南海電気鉄道
島式1面2線を使用。難波方面からの複線は当駅までとなっており、極楽橋方面は単線となる。検車区として機能していた留置線が2線あり、夜間滞泊のほか日中の車両留置にも用いられる。
信号装置の関係上、回送・試運転も含めすべての列車が停車し、原則的には、難波方面行き上り列車が4番線、高野山極楽橋方面行き下り列車が5番線から発車する。なお、各番線は特急の発着時や時間帯により両方面ともに使用されるため、発車放送については難波駅と同様、のりばだけでなく行先も案内される。
ホームには特急券自動販売機（硬貨と1000円札のみ使用可）と観光列車「天空」専用の座席指定券売場（発車直前にのみ利用可）があり、編成やドア数・位置が様々な当駅折り返し列車の発着番線と併せて列車停止位置表示機能の付いたフルカラーLED式発車案内表示機がある。また、この発車案内表示機とは別に、LED式の接近案内表示機および極楽橋方面へのワンマン運転用のミラー（ホーム端）が設置されている。駅名標は、2009年以降順次取り付けられた4か国語対応の案内や、駅の標高などが記された、こうや花鉄道仕様のものに変更されている。
当駅以北では駅自動放送設備が充実しているが、当駅で到着後回送扱いとなる列車も多い。また、2005年以降には極楽橋方面列車と難波方面列車が同一ホームに停車し始めるなど、日中時間帯を中心に車両の増解結や回送・入換列車の停車が頻繁にあるため、終日駅係員が全列車に対して出発時機合図（≒発車ベル）を鳴動させるなど、自動放送を導入しづらい事情があった。そのため、駅自動放送が無く、駅係員が適宜肉声によって案内放送を行っていた。2020年秋からは主要駅と同じ駅自動放送が流れている。
当駅以南の駅で肉声案内放送が行われる駅は、極楽橋駅と高野山駅が主であり、その他の駅では肉声での案内放送すら行われない（但し異常時等は遠隔制御装置を用いて放送が行われる場合もある）。
トイレは2021年にリニューアルされ、個室は全て洋式となった。トイレとホームの屋根は繋がっておらず一旦屋根のない部分を通る必要がある。ホーム屋根の終端部には傘が用意されているがこれは乗務員用であり、傘立てにもその旨が書かれている。また、ユニバーサルトイレについても改札外は一般のトイレと併設されているが、南海側は従来のトイレが狭隘な場所にあるために組み込めず、橋上駅舎下に単独で設置されている（エレベーター裏）。

#### のりば（南海）
| のりば | 路線       | 方向 | 行先       | 備考              |
| ------ | ---------- | ---- | ---------- | ----------------- |
| 4・5   | 南海高野線 | 上り | なんば方面 | 2線とも上下線共用 |
| 4・5   | 南海高野線 | 下り | 高野山方面 | 2線とも上下線共用 |

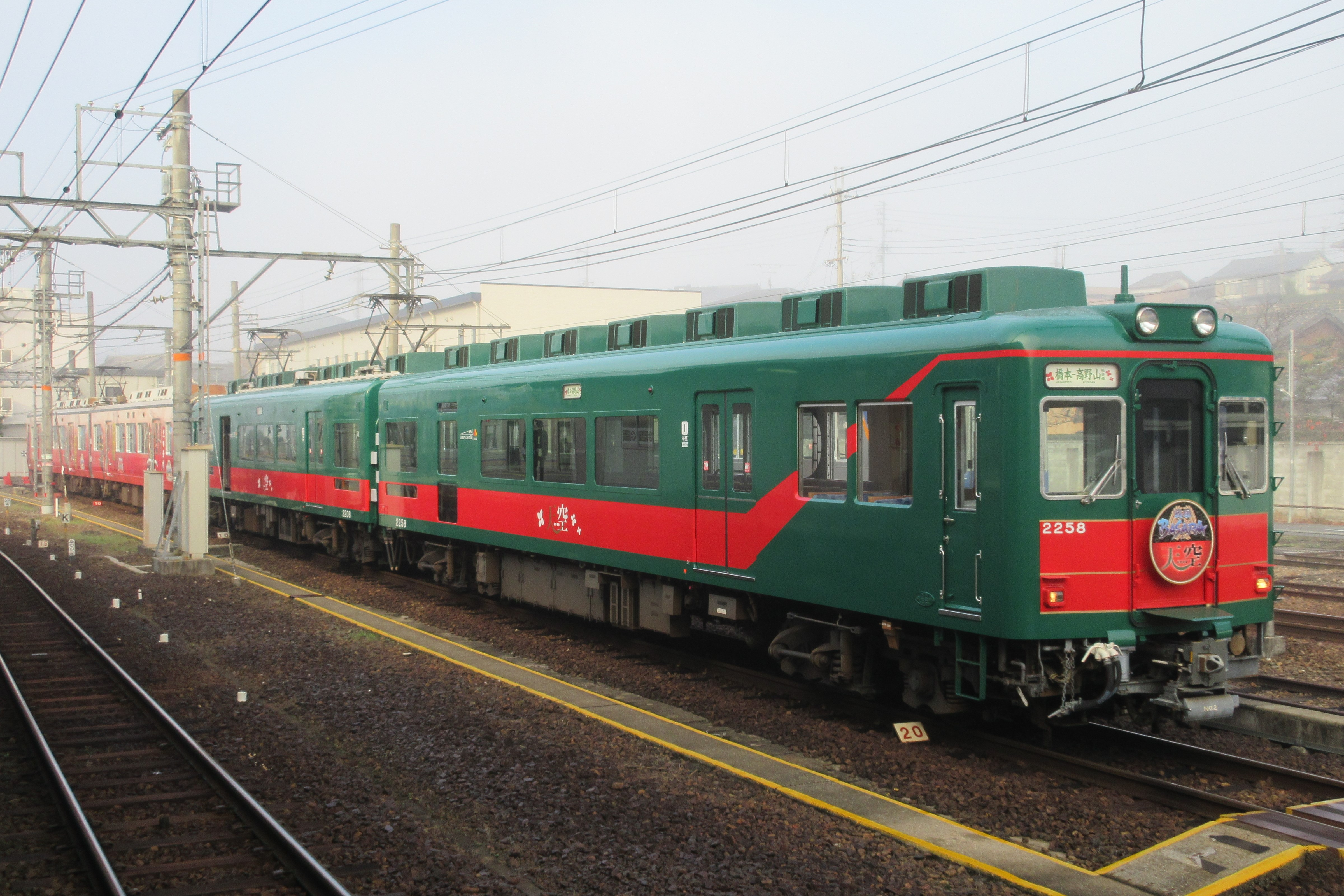
留置線で休む観光列車「天空」（手前の2両）
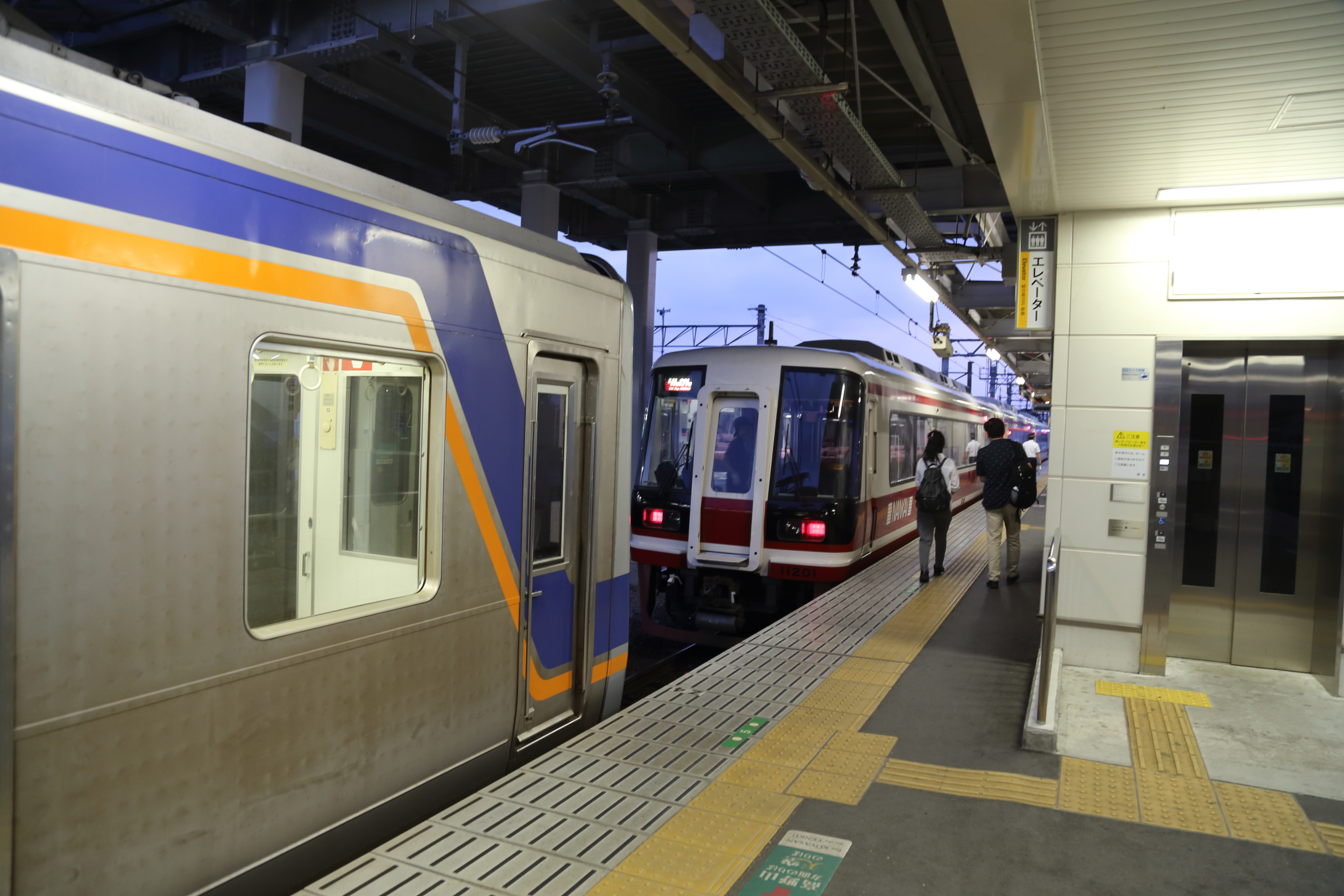
南海線の駅では縦列停車となることがある（2014年8月）

## 利用状況
- JR西日本 - 2023年度の1日平均乗車人員は1,796人[県統計 1]である。
- 南海電気鉄道 - 2024年度の1日平均乗降人員は6,135人 [南海 1]で、南海の駅（100駅）では45位[南海 1]である。

各年度の1日平均乗降・乗車人員数は下表のとおり。
| 年度               | JR西日本         | JR西日本         | 南海電気鉄道     | 南海電気鉄道 | 出典                                   |
| 年度               | 1日平均 乗降人員 | 1日平均 乗車人員 | 1日平均 乗降人員 | 順位         | 出典                                   |
| ------------------ | ---------------- | ---------------- | ---------------- | ------------ | -------------------------------------- |
| 1980年（昭和55年） | 12,816           |                  | 11,284           | —            | [ 県統計 2 ] [ 県統計 3 ]              |
| 1985年（昭和60年） | 12,712           |                  | 10,437           | —            | [ 県統計 2 ] [ 県統計 3 ]              |
| 1990年（平成02年） | 5,898            | 2,949            | 10,503           | —            | [ 県統計 2 ] [ 県統計 3 ] [ 市統計 1 ] |
| 1991年（平成03年） |                  | 3,014            | 10,551           | —            | [ 市統計 1 ]                           |
| 1992年（平成04年） |                  | 3,176            | 10,906           | —            | [ 市統計 1 ]                           |
| 1993年（平成05年） |                  | 3,204            | 10,970           | —            | [ 市統計 1 ]                           |
| 1994年（平成06年） |                  | 3,296            | 11,132           | —            | [ 市統計 1 ]                           |
| 1995年（平成07年） | 6,620            | 3,305            | 11,388           | —            | [ 県統計 2 ] [ 県統計 3 ] [ 市統計 1 ] |
| 1996年（平成08年） |                  | 3,316            | 11,578           | —            | [ 市統計 1 ]                           |
| 1997年（平成09年） |                  | 3,281            | 11,559           | —            | [ 市統計 1 ]                           |
| 1998年（平成10年） |                  | 3,265            | 11,719           | —            | [ 市統計 1 ]                           |
| 1999年（平成11年） |                  | 3,199            | 11,244           | —            | [ 市統計 1 ]                           |
| 2000年（平成12年） | 6,338            | 3,160            | 10,790           | —            | [ 県統計 2 ] [ 県統計 3 ] [ 市統計 1 ] |
| 2001年（平成13年） | 6,176            | 3,088            | 10,413           | —            | [ 県統計 2 ] [ 県統計 3 ] [ 市統計 1 ] |
| 2002年（平成14年） | 5,680            | 2,840            | 10,271           | —            | [ 県統計 2 ] [ 県統計 3 ] [ 市統計 1 ] |
| 2003年（平成15年） | 5,502            | 2,743            | 9,951            | —            | [ 県統計 2 ] [ 県統計 3 ] [ 市統計 1 ] |
| 2004年（平成16年） | 5,602            | 2,801            | 9,779            | 29位         | [ 県統計 2 ] [ 県統計 3 ] [ 市統計 1 ] |
| 2005年（平成17年） | 5,486            | 2,743            | 9,492            | —            | [ 県統計 2 ] [ 県統計 3 ] [ 市統計 1 ] |
| 2006年（平成18年） | 5,472            | 2,736            | 9,361            | —            | [ 県統計 2 ] [ 県統計 3 ] [ 市統計 2 ] |
| 2007年（平成19年） | 5,240            | 2,620            | 9,354            | —            | [ 県統計 2 ] [ 県統計 3 ] [ 市統計 2 ] |
| 2008年（平成20年） | 5,312            | 2,663            | 9,254            | —            | [ 県統計 2 ] [ 県統計 3 ] [ 市統計 3 ] |
| 2009年（平成21年） | 5,160            | 2,581            | 8,905            | —            | [ 県統計 2 ] [ 県統計 3 ] [ 市統計 3 ] |
| 2010年（平成22年） | 5,176            | 2,588            | 8,763            | 32位         | [ 県統計 2 ] [ 県統計 3 ] [ 市統計 3 ] |
| 2011年（平成23年） | 5,470            | 2,735            | 8,927            | 30位         | [ 県統計 2 ] [ 県統計 4 ] [ 市統計 4 ] |
| 2012年（平成24年） | 5,394            | 2,697            | 8,875            | 31位         | [ 県統計 2 ] [ 県統計 3 ] [ 市統計 4 ] |
| 2013年（平成25年） | 5,376            | 2,688            | 8,934            | 32位         | [ 県統計 2 ] [ 県統計 4 ]              |
| 2014年（平成26年） | 5,142            | 2,570            | 8,587            | 32位         | [ 県統計 2 ] [ 県統計 4 ]              |
| 2015年（平成27年） | 5,160            | 2,580            | 8,719            | 32位         | [ 県統計 5 ]                           |
| 2016年（平成28年） | 4,974            | 2,487            | 8,510            | 35位         | [ 県統計 6 ]                           |
| 2017年（平成29年） | 4,766            | 2,383            | 8,222            | 37位         | [ 県統計 7 ]                           |
| 2018年（平成30年） | 4,660            | 2,330            | 7,942            | 39位         | [ 県統計 8 ]                           |
| 2019年（令和元年） | 4,418            | 2,209            | 7,544            | 41位         | [ 県統計 9 ]                           |
| 2020年（令和02年） | 3,372            | 1,685            | 5,460            | 43位         | [ 県統計 10 ] [ 南海 2 ]               |
| 2021年（令和03年） | 3,502            | 1,751            | 5,419            | 45位         | [ 県統計 11 ] [ 南海 3 ]               |
| 2022年（令和04年） | 3,618            | 1,809            | 6,062            | 43位         | [ 県統計 11 ] [ 南海 4 ]               |
| 2023年（令和05年） | 3,592            | 1,796            | 6,169            | 45位         | [ 県統計 11 ] [ 県統計 1 ] [ 南海 5 ]  |
| 2024年（令和06年） |                  |                  | 6,135            | 45位         | [ 南海 1 ]                             |

上表の通り互いの利用者の比較は、1980年と1985年は国鉄が南海を少し上回っていたが、JRになった後の1990年以降はこれが逆転している。

## 駅周辺
橋本市の中心街となっている。市役所などの官公庁は当駅から西寄り、国道24号沿いに集中している。
- 橋本市役所
- 橋本市民会館・教育文化会館
- 橋本市保健福祉センター
- 橋本市消防本部
- 橋本簡易裁判所
- 橋本地方合同庁舎
  - 橋本区検察庁
  - 和歌山地方法務局橋本支局
  - 橋本公共職業安定所
- 橋本労働基準監督署
- 橋本警察署橋本駅前交番
- 和歌山県立古佐田丘中学校・橋本高等学校
- 橋本市立橋本中学校
- 橋本市立橋本小学校
- スーパーセンターオークワ橋本店
- 関西みらい銀行橋本支店
- 紀陽銀行橋本支店
- 南都銀行橋本支店
- 橋本古佐田郵便局
- 旧橋本本陣池永家住宅[19]
- 応其寺
- 丸山公園
  - 陵山古墳[20]
- 国道24号
- 国道371号
- 和歌山県道13号和歌山橋本線
- 和歌山県道・奈良県道55号橋本五條線 - 紀ノ川の対岸を通る県道。
- 和歌山県道107号橋本停車場線
- 紀ノ川
- ホテルルートイン橋本

## バス路線
駅前ロータリーに「橋本駅前」停留所があり、下記の各路線が発着する。
南海りんかんバス
- 橋本市内線
  - 51系統 車庫前 行き
- 紀見橋本病院線
  - 55系統 橋本市民病院前 行き
  - 55系統 車庫前 行き
- 橋本丹生都比売線
  - 丹生都比売神社前 行き（※秋季の土曜・休日のみ運行）

橋本市コミュニティバス
- 東部線
  - 車庫前 行き
  - あやの台オークワ前 行き
- 西部線
  - 高野口駅前 行き
- 東西幹線
  - 高野口駅前 行き

橋本市デマンドタクシー
- 恋野線
  - 車庫前 行き
  - あやの台オークワ前 行き

## その他

まことちゃん像（2007年2月）

- 駅前広場には「まことちゃん」の像があるが[22]、作者である漫画家の楳図かずおは、ともに隣町である高野町生まれ・五條市育ちである。
- JR線の長距離乗車券では神奈川県の橋本駅と区別するため、「（和）橋本」と印字される。
- 1945年7月24日の米軍機による機銃掃射の際の弾痕が跨線橋下の倉庫の板壁に残っていたが、2010年にバリアフリー化工事で跨線橋ごと取り壊される事となり、市民有志が板壁の一部と「大正元年九月 鉄道院 東京月島機械製作所製造」の刻印がある跨線橋柱を譲り受けた。板壁と跨線橋柱は近くの丸山公園・地蔵菩薩像前に移設保存され、2011年7月22日に板壁保存記念・犠牲者追悼式典が営まれた[23][24][25]。
- 2016年のNHK大河ドラマ「真田丸」にちなみ、和歌山県九度山町のまちづくりメンバーが駅前に、真田幸村の使用した甲冑のレプリカを2015年9月18日に展示したが、この甲冑のうち兜の部分が、同年10月5日に盗難に遭っているのが見つかった[26]。その後和歌山県警察が、同年10月22日に被疑者を窃盗容疑で逮捕し、兜は無事に戻った[27]。

## 隣の駅
西日本旅客鉄道（JR西日本）
 和歌山線
■快速・■普通
下兵庫駅 - 橋本駅 - 紀伊山田駅
南海電気鉄道
 高野線
- ■特急「こうや」停車駅、「りんかん」発着駅

■観光列車「天空」
橋本駅 (NK77) - 学文路駅 (NK79)
■快速急行（なんば方面は当駅始発のみ）・■急行・■各停
御幸辻駅 (NK76) - （小原田信号所） - 橋本駅 (NK77) - 紀伊清水駅 (NK78)